# منطقه منبج
منطقه منبج (به عربی: منطقة منبج) یک منطقه در سوریه است که در استان حلب واقع شده‌است. منطقه منبج ۴۰۸٬۱۴۳ نفر جمعیت دارد.